# Torenhuis

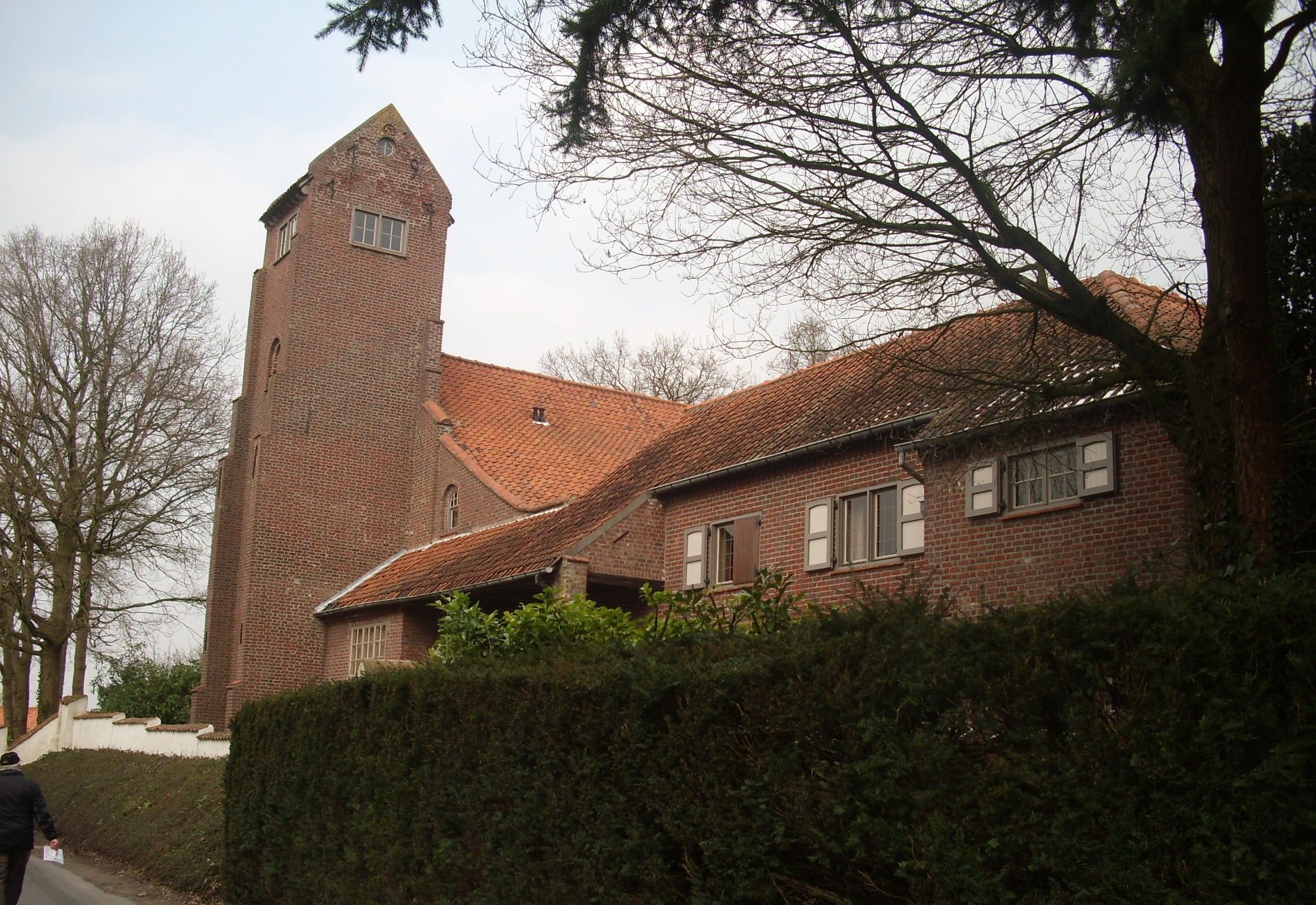
Torenhuis

Het Torenhuis is een voormalige kunstenaarswoning met atelier, gelegen aan de Baarle-Frankrijkstraat in de Oost-Vlaamse plaats Sint-Martens-Latem. Het is sinds 2007 een beschermd monument.
Het bakstenen complex werd in 1917 gebouwd ten behoeve van kunstschilder Albert Servaes naar een ontwerp van architect August Desmet. De toren werd in 1919 voltooid.
Het opvallende gebouw bevat elementen van romaanse kloosterbouw en traditionele hoevebouw. Het huis bleef in bezit van de familie Servaes tot 1982 toen het werd verkocht en omgebouwd tot hotel. De binnenarchitectuur van het complex is sterk gewijzigd, vooral het atelier. 